# Sémélé
Pour les articles homonymes, voir Sémélé (homonymie).

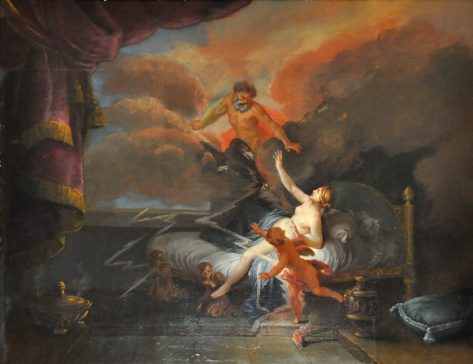
Nicolas Bertin, Sémélé frappée par la foudre de Zeus, huile sur toile, XVIIe siècle.

Dans la mythologie grecque, Sémélé (en grec ancien : Σεμέλη / Semélē) est une héroïne divinisée. Elle est l'une des maîtresses de Zeus et, selon la tradition thébaine, la mère du dieu Dionysos. Elle est également connue sous le nom de Thyoné (en grec ancien : Θυώνη / Thyṓnē) qu'elle prit lorsqu'elle accéda à l'Olympe après avoir été délivrée des Enfers par son fils, Dionysos.

## Étymologie du nom
L'origine du nom de Sémélé est encore incertaine. L'historien allemand Walter Burckert admet qu'il n'est pas d'origine grecque mais se montre indécis quant à son origine exacte.
Les travaux récents le rattachent au phrygien ζεμελως (zemelōs) (« homme »), lui-même descendant de la racine indo-européenne *dʰéǵʰōm désignant la terre. Le rapport entre le sens « terre » de la racine indo-européenne et le sens « homme » de la racine phrygienne trouve un équivalent dans le latin « homo » (« homme ») et « humus » (« sol »), lesquels descendent de la même racine *dʰéǵʰōm. De cette racine descend également le proto-slave *zemlja (« terre »), ainsi que le nom lituanien de Zemyna, la déesse-terre lituanienne, dont la parenté étymologique avec le nom de Sémélé est particulièrement manifeste. Sémélé serait ainsi un avatar de Ζεμελώ / Zemelṓ, la déesse phrygienne de la Terre, fêtée au printemps.

## Histoire

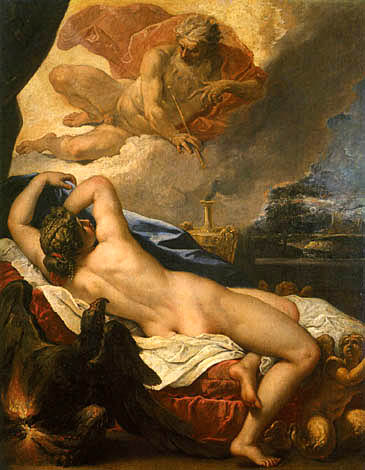
Sebastiano Ricci, Jupiter et Sémélé, vers 1695, Florence, Musée des Offices.

Sémélé est la fille d'Harmonie, fille d'Arès et d'Aphrodite, et de Cadmos, roi-fondateur légendaire de la cité de Thèbes. Elle est la sœur d'Ino, Autonoé, Agavé et Polydore.
Alors que Zeus s'était épris d'elle, Héra, jalouse, emprunta les traits de Béroé, la nourrice de Sémélé, et conseilla à sa rivale de demander à Zeus de lui montrer son vrai visage. Épouvanté, mais n'osant refuser car il lui avait promis de lui accorder tout ce qu'elle désirerait, Zeus se présenta donc devant elle avec son foudre et ses éclairs : l'amante, ne supportant pas la vue des éclairs, brûla. Le dieu eut cependant le temps de retirer, du ventre de Sémélé, Dionysos, le fils qu'elle avait conçu. Zeus l'aurait ensuite gardé dans sa cuisse jusqu'à ce qu'il grandisse, épisode qui donna naissance à l'expression « sortir de la cuisse de Jupiter » chez les Latins. Par la suite, Dionysos devait trouver à Lerne, guidé par le berger Prosymnos, une route vers les Enfers. Il arracha sa mère au royaume des Ombres, et la transporta dans l'Olympe, où elle devint immortelle sous le nom de Thyoné.
Sémélé est, dans la grande majorité des textes où elle est mentionnée (notamment l’Iliade), toujours qualifiée de « mère de Dionysos ». Elle n'existe ainsi que dans sa relation de mère et fils avec le dieu. Homère écrit ainsi dans l’Iliade ; Euripide écrit quelque chose de similaire dans Les Bacchantes :

« Sémélé, qui donna le jour à Dionysos, joie des mortels »

— Homère, Iliade, XIV, v. 327-328

« Vint ensuite le fils de Sémélé en apporter le complément découvert par lui, la liqueur tirée de la grappe, la boisson qui met fin aux souffrances des malheureux et leur donne, avec le sommeil, l'oubli des peines quotidiennes. »

— Euripide, Bacchantes, v. 275-285

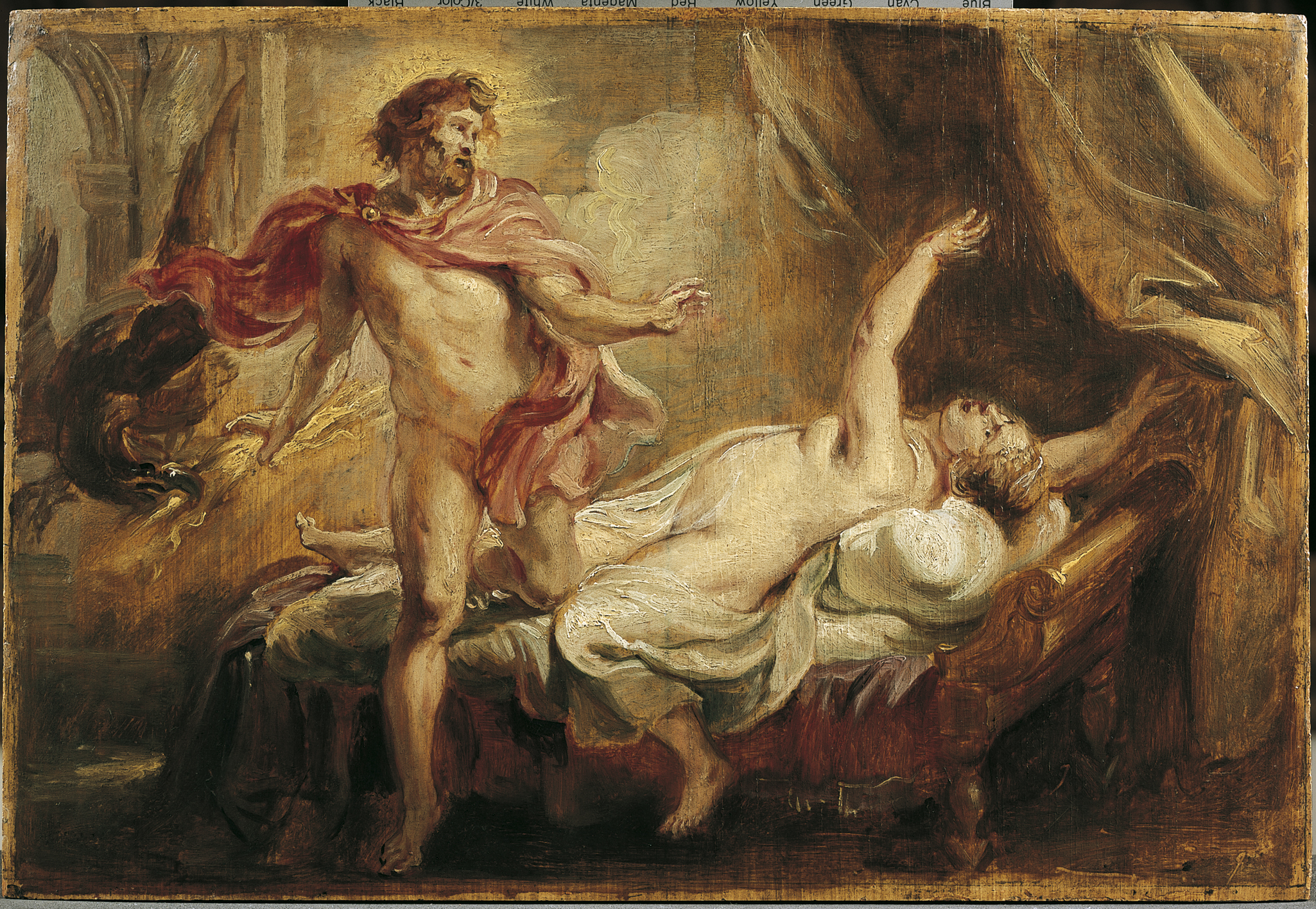
Rubens, Jupiter et Sémélé, huile sur bois, 27 x 39,5 cm, 1625, musées royaux des Beaux-Arts, Belgique.

Ce récit découle d'un fonds mythologique très ancien : Dionysos est présenté comme né de la foudre (Zeus) frappant la terre (Sémélé), faisant de lui une incarnation du feu provoqué par la foudre de Zeus, un « fils du Ciel ». Les Grecs considéraient la foudre comme le principal géniteur du feu dont elle est à la fois le père et la mère, la terre n'ayant qu'un rôle passif et nourricier. C'est là ce qui explique le mythe de Dionysos sortant de la cuisse de Zeus. La réappropriation grecque du mythe de Sémélé, qui la rabaisse au rang de simple humaine, fait d'elle la seule mortelle à donner naissance à un dieu et non à un demi-dieu humain doté de qualités éminentes. Le fait que Dionysos naisse « cousu » de la cuisse de Zeus fait de lui une émanation directe de son père, justifiant ainsi sa divinité, de manière similaire à l'Athéna du mythe hésiodique, sortie de la tête de Zeus à sa naissance.
Selon les Spartiates, Sémélé et son fils auraient été jetés à la mer dans un coffre qui vint s'échouer sur les côtes de Laconie, où elle mourut et où son fils fut élevé.

## Musique

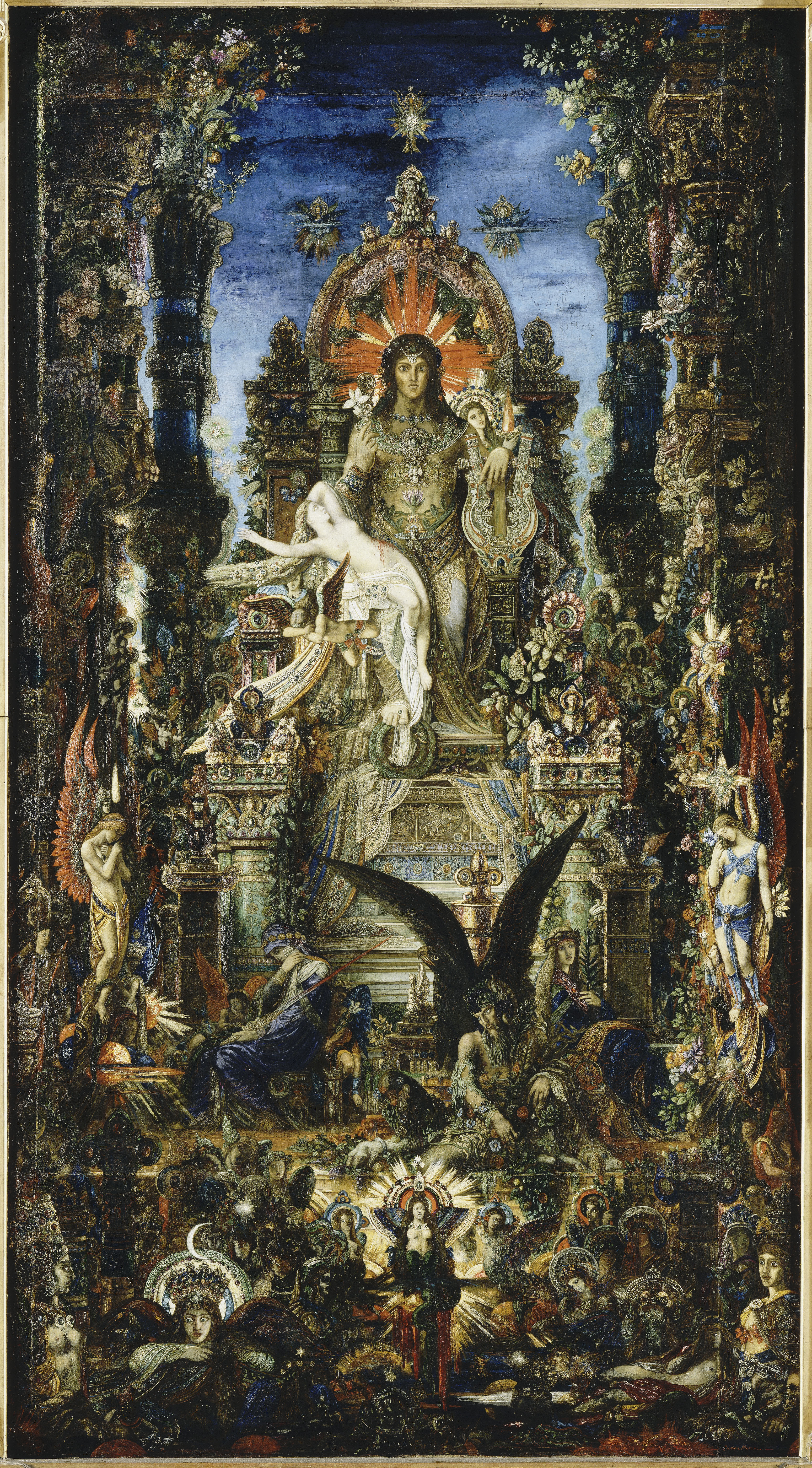
Gustave Moreau, Jupiter et Sémélé, 1894-1995, Musée Gustave Moreau.

- Nicolaus Adam Strungk, Semele, opéra (1681)
- John Eccles, Semele, opéra (1706)
- Marin Marais, Sémélé, tragédie en musique (1709)
- Fracesco Mancini, Sémélé, opéra (1711)
- Élisabeth Jacquet de la Guerre, Sémélé, cantate (1715) EJG 37
- Antonio de Literes, Jupiter et Sémélé, opéra (1718)
- André Cardinal Destouches, Sémélé, cantate (1719)
- Georg Friedrich Haendel, Semele, oratorio, puis opéra (1743)
- Michel Paul Guy de Chabanon, Sémélé, opéra (?)
- Paul Dukas, Sémélé, cantate (1889)

### Biographie
Ouvrages antiques
Travaux historiques contemporains
- Pierre Boyancé, « Le disque de Brindisi et l'apothéose de Sémélé », Revue des études anciennes,‎ 1942, p. 191-216 (lire en ligne)
- (en) Walter Burckert, Greek Religion, Cambridge, HUP, 1985.
- Charles Victor Daremberg (dir.) et Edmond Saglio (dir.), Dictionnaire des antiquités grecques et romaines, Hachette, 1877-1919 (lire en ligne).
- Jean Haudry, Le feu dans la tradition indo-européenne, Milan, Archè, 2016.
- Henri Jeanmaire, Dionysos, histoire du culte de Bacchus, Paris, Payot, 1991 (première édition : 1951).
- Patrick Jean-Baptiste (dir), Dictionnaire universel des dieux, déesses et démons, Paris, Seuil, 2016, 920 p. (ISBN 978-2-02-098048-7).
- Jean Rudhardt, « Les deux mères de Dionysos, Perséphone et Sémélé, dans les Hymnes orphiques », Revue de l'Histoire des religions,‎ 2002, p. 483-501 (lire en ligne)
- Jacques Desautels, Dieux et mythes de la Grèce Ancienne, la mythologie gréco-romaine, Québec, Presses de l'Université Laval, 1988.